# 小行星4613
小行星4613（英語：4613 M阿莫尔型小行星u）是一颗围绕太阳公转的小行星。1990年7月22日，渡邊和郎在札幌市发现了此天体。
这颗小行星的绝对星等为255.3760928814271等。它被取名为卫（Mamoru），以纪念日本首位官方航天员毛利卫。